# Canterburyi Szent Anzelm
Canterburyi Anzelm (latinul: Anselmus Cantuariensis, olaszul: Anselmo d’Aosta) vagy egyházi nevén Canterburyi Szent Anzelm (Aosta, 1033. – Canterbury, 1109. április 21.) itáliai  bencés szerzetes, apát, a katolikus egyház filozófusa és teológusa, aki élete végén Canterbury érseki tisztét töltötte be 1093-tól 1109-ig. A középkori Nyugat egyik legjelentősebb írója, akit a „skolasztika atyjaként” is tisztelnek. Bensőséges hangú imádkozó-elmélkedő művei miatt „második Ágostonnak” is nevezik. A katolikus egyház 1494-ben szentté avatta, majd  XI. Kelemen 1720-ban egyházdoktorrá nyilvánította.

## Élete
Anzelm 1033-ban a burgundiai (Felső-Itália) Aosta (akkori nevén: Augusta) városában született, az Alpok lábánál, elszegényedett nemesi családban (anyja, Ermenburga a savoyai nemességből származott, apja, Gundolf lombard volt). Egészen 1056-ig, anyja haláláig szülővárosában élt. Szülővárosának elhagyása után három éven keresztül vándoréletet élt Franciaországban, ezekről az évekről többet nem tudunk. 1059-ben a normandiai Bec kolostorába vonult, ahol alapos tanulmányokat folytatott. 1060-ban szerzetes lett Becben. A kolostor priorjának távozásakor, 1063-ban, Anzelm veszi át a hivatalát, 1078-ban pedig apát lesz. 1093-ban Lanfrancus érsek halálakor Anzelmet jelölik Canterburybe érseknek, s ő elfogadja a kinevezését.
II. Vilmos angol királlyal való nézeteltérései miatt Anzelm 1097-ben Rómába utazik, hogy II. Orbán pápával találkozzon. Anzelm távollétében Vilmos király száműzetésre ítéli, és egészen 1100-ig nem is térhet vissza Angliába. A II. Vilmost követő I. Henrik királlyal is konfliktusba kerül, aki 1103-ban újból száműzetésre ítéli. II. Paszkál pápa és Henrik egyezsége révén térhet újra haza, Canterburyben hal meg 1109-ben.

## Filozófiája
A hithez szerinte az ész belátásán keresztül is el lehet jutni, mivel a hittételeket semmilyen észérv nem képes érvényesíteni. E gondolatának jelentősége abban áll, hogy így a hittételek a Biblia vagy az egyházatyák tekintélye nélkül is képesek megállni. Ontológiai istenérve nagy vitát váltott ki, amelyre évszázadok múlva is visszatértek (például Immanuel Kant). Az érv lényege Isten fogalmából, képzetéből bizonyítja létét: mivel Isten az a lény amelynél nagyobb és tökéletesebb nem gondolható el - márpedig a legtökéletesebb lény tulajdonsága a létezés is -, ezért valóságosan létezik (nem így lenne, ha elképzelhető lenne egy nála tökéletesebb lény, amely a lét tulajdonságával is rendelkezik, mivel Szent Anzelm feltevése szerint a létezés tökéletesebb állapot a nemlétnél). 
Az igazság három szintjét különbözteti meg: az örök igazságot (Istenben ezek az eszmék); a dolgok igazságát (amelynek alapja, hogy összhangban áll az Isteni igazsággal); és a gondolkodás igazságát (amelynek alapja, hogy összhangban áll a dolgok igazságával).
Híres művei:
- Monologion (1076), első filozófiai munkája, amelyben az isteni tulajdonságok elemzésére és Isten létezésének bizonyításának problémájára koncentrál,
- Proslogion (1077-78) műve Ágoston Vallomások című teológiai elmélkedő részeihez hasonlít leginkább.[5] Művei közül ez a leghíresebb, (Kant alapján) „ontológiai érvnek” nevezett elve bemutatja Isten létezését.

## Bibliográfia

### Magyarul megjelent művei
- A lélek párbeszéde Istennel. Szent Anzelm proslogiona és elmélkedései; ford., bev. Zoltán Veremund; Korda, Bp., 1933
- Canterbury Szent Anzelm, Monologion, Proslogion, ford. és jegyz. Dér Katalin (Gaunilo ellenvetéseit és Anzelm válaszait ford. Horváth Judit), kísérőtanulmányok: Dér Katalin és Ferencz Sándor, MTA Filozófiai Intézet, Budapest, 1992 (Religio könyvek). ISBN 963-7065-14-8
- Canterbury Szent Anzelm, Miért lett Isten emberré? MTA Filozófiai Intézet, ford., jegyz. és utószó Dér Katalin, Budapest, 1993 (Religio könyvek). ISBN 963-7065-31-8
- Canterburyi Szent Anzelm, Filozófiai és teológiai művek I., ford., jegyz. és tan. Dér Katalin, Osiris, Budapest, 2001 (Sapientia Humana). ISBN 963-389-025-X (Ez utóbbi újraközli a két korábbi fordításkötetben publikált műveket is, javított változatban.)
- Canterburyi Szent Anzelm összes művei. Teológiai, bölcseleti írások; ford., jegyz., utószó Dér Katalin; Szt. István Társulat, Bp., 2007 (Középkori keresztény írók)

### Magyar nyelvű monográfia
Canterburyi Szent Anzelm életéről és műveiről kimerítően tájékoztat a mindeddig egyetlen magyar nyelvű monográfia és az ahhoz csatolt bőséges irodalomjegyzék:
- Dér Katalin, Szépséges értelem (Canterburyi Szent Anzelm teológiája és filozófiája), Szent István Társulat, Budapest, 2001 – bibliográfia 341–357. ISBN 963-361-269-1